# 三日月 (キンヤのアルバム)
『三日月』（みかづき）は、2006年8月30日にリリースされたキンヤの1枚目のアルバム（MC-K2、コタニキンヤ名義でリリースされた作品を含めると通算5枚目）。発売元はR&C。
オリジナルアルバムのリリースはキンヤへの改名後は初、前作『WHAT? **PHYSICAL**』以来約5年ぶり。

## 収録曲
1. BACK TO BACK
  - 作詞：野口圭　作曲：佐藤ワタル　編曲： 百田留衣
2. ANOTHER SIDE
  - 作詞：野口圭　作曲：酒井ミキオ　編曲：秋山誠司
3. BLAZE
  - 作詞：キンヤ　作曲：Nieve　編曲：HΛL
  - テレビアニメ『ツバサ・クロニクル』第1シリーズオープニングテーマ
4. DOUBLES
  - 作詞：野口圭　作曲：村下雅俊　編曲：秋山誠司
5. 未完成
  - 作詞：野口圭　作曲：谷本新　編曲：秋山誠司
6. スキッドマーク
  - 作詞：野口圭　作曲：清水哲平　編曲：秋山誠司
  - 読売テレビ・日本テレビ系『浜ちゃんと!』エンディングテーマ
7. バタフライ
  - 作詞：野口圭　作曲：AKIRA STAR　編曲：秋山誠司
8. EVOLUTION
  - 作詞：野口圭　作曲：鈴木Daichi秀行 　編曲：秋山誠司
9. Season
  - 作詞・作曲・編曲：HΛL
10. IT'S
  - 作詞：野口圭　作曲：酒井ミキオ　編曲：秋山誠司
  - テレビアニメ『ツバサ・クロニクル』第2シリーズオープニングテーマ
11. 三日月
  - 作詞・作曲：キンヤ　編曲：秋山誠司